# The Fast Worker
The Fast Worker è un film muto del 1924 diretto da William A. Seiter. Presentato da Carl Laemmle per la Universal Pictures, aveva come interpreti Reginald Denny, Laura La Plante, Ethel Grey Terry, Muriel Frances Dana, Lee Moran, Richard Tucker.
La sceneggiatura di Raymond L. Schrock e di Beatrice Van si basa su Husbands of Edith, romanzo di George Barr McCutcheon pubblicato a New York nel 1908.
Copie del film si trovano conservate in Europa e negli Stati Uniti.

## Trama
Roxbury Medcroft convince l'amico architetto Terry Brock ad assumere la sua identità per andare in vacanza a Catalina con sua moglie Edith e sua figlia Toodles. A Catalina, Terry si innamora della cognata di Roxbury, Connie, provocando scandalo tra gli ospiti e il personale dell'albergo che lo credono sposato alla sorella della ragazza.

## Produzione
Il film fu prodotto dalla Universal Pictures.

## Distribuzione
Il copyright del film, richiesto dalla Universal Pictures, fu registrato il 15 settembre 1924 con il numero LP20580. Distribuito dalla Universal Pictures, il film uscì nelle sale statunitensi il 26 ottobre 1924.
Copie complete della pellicola si trovano conservate negli archivi del Filmmuseum di Amsterdam e dell'UCLA Film And Television Archive di Los Angeles.